# Chabab Riadhi Baladiat Aïn Oussera
 (février 2023).
Si vous disposez d'ouvrages ou d'articles de référence ou si vous connaissez des sites web de qualité traitant du thème abordé ici, merci de compléter l'article en donnant les références utiles à sa vérifiabilité et en les liant à la section « Notes et références ».
Maillots
Actualités
Dernière mise à jour : 9 mars 2024.
Le Chabab Riadhi Baladiat Aïn Oussera (en arabe : الشباب الرياضي لبلدية عين وسارة), plus couramment abrégé en CRB Aïn Oussera, est un club algérien de football fondé en 1947 et basé dans la commune d'Aïn Oussera à Djelfa.

## Histoire
Depuis sa création, le Chabab Riadhi Baladiat Aïn Oussera, a eu à évoluer pour plusieurs saisons dans la Division II du championnat national d'Algérie. En 2012, le club atteint les quarts de finale de la Coupe d'Algérie, et se voit éliminer à Sétif par le futur vainqueur de la compétition, l'ES Sétif, sur le score de 3 buts à 1.
En 2017, le club est sacré champion de la Division inter-régions, Groupe Centre-ouest (D4) et se voit accéder en Division Nationale Amateur (D3) après une absence de plusieurs années.

## Parcours dans les compétitions régionales et nationales

### Classement en championnat par saison
- 1962-63 : D?, ?e
- 1963-64 : D?, ?e
- 1964-65 : D?, ?e
- 1965-66 : D?, ?e
- 1966-67 : D?, ?e
- 1967-68 : D?, ?e
- 1968-69 : D?, ?e
- 1969-70 : D?, ?e
- 1970-71 : D?, ?e
- 1971-72 : D?, ?e
- 1972-73 : D?, ?e
- 1973-74 : D?, ?e
- 1974-75 : D?, ?e
- 1975-76 : D?, ?e
- 1976-77 : D?, ?e
- 1977-78 : D?, ?e
- 1978-79 : D?, ?e
- 1979-80 : D?, ?e
- 1980-81 : D?, ?e
- 1981-82 : D?, ?e
- 1982-83 : D?, ?e
- 1983-84 : D?, ?e
- 1984-85 : D?, ?e
- 1985-86 : D?, ?e
- 1986-87 : D?, ?e
- 1987-88 : D?, ?e
- 1988-89 : D3, Régional Ouargla 1re
- 1989-90 : D2, National 2 15e
- 1990-91 : D3, Régional Ouargla, 1re
- 1991-92 : D2, Division 2 Centre, 13e
- 1992-93 : D2, Division 2 Centre, 13e
- 1993-94 : D2, Division 2 Centre, 7e
- 1994-95 : D2, Division 2 Centre, 14e
- 1995-96 : D3, Régional Ouargla, ?e
- 1996-97 : D?, ?e
- 1997-98 : D?, ?e
- 1998-99 : D?, ?e
- 1999-00 : D?, ?e
- 2000-01 : D?, ?e
- 2001-02 : D?, ?e
- 2002-03 : D?, ?e
- 2003-04 : D?, ?e
- 2004-05 : D?, ?e
- 2005-06 : D?, ?e
- 2006-07 : D?, ?e
- 2007-08 : D?, ?e
- 2008-09 : D?, ?e
- 2009-10 : D?, ?e
- 2010-11 : D?, ?e
- 2011-12 : D?, ?e
- 2012-13 : D?, ?e
- 2013-14 : D?, ?e
- 2014-15 : D?, ?e
- 2015-16 : D?, ?e
- 2016-17 : D4, inter-régions Centre-Ouest 1re
- 2017-18 : D3, DNA Ouest, 3e
- 2018-19 : D3, DNA Centre, 9e
- 2019-20 : D3, DNA Centre, 4e
- 2020-21 : D2, Ligue 2 Amateur Ouest, 6e
- 2021-22 : D2, Ligue 2 Amateur Centre-Ouest, 13e
- 2022-23 : D3, Inter-régions Centre-Ouest, 3e
- 2023-24 : D3, Inter-régions Centre-Ouest, 10e
- 2024-25 : D3, Inter-régions Centre-Ouest, 6e
- 2025-26 : D3, Inter-régions Centre-Ouest, ?e

### Parcours du CRB Ain Oussera en Coupe d'Algérie
| Saison  | Tour          | Matchs             | Résultats |
| ------- | ------------- | ------------------ | --------- |
| 1962-63 | ?             | ?                  | ?         |
| 1963-64 | ?             | ?                  | ?         |
| 1964-65 | ?             | ?                  | ?         |
| 1965-66 | ?             | ?                  | ?         |
| 1966-67 | ?             | ?                  | ?         |
| 1967-68 | ?             | ?                  | ?         |
| 1968-69 | ?             | ?                  | ?         |
| 1969-70 | ?             | ?                  | ?         |
| 1970-71 | ?             | ?                  | ?         |
| 1971-72 | ?             | ?                  | ?         |
| 1972-73 | ?             | ?                  | ?         |
| 1973-74 | ?             | ?                  | ?         |
| 1974-75 | ?             | ?                  | ?         |
| 1975-76 | ?             | ?                  | ?         |
| 1976-77 | ?             | ?                  | ?         |
| 1977-78 | ?             | ?                  | ?         |
| 1978-79 | ?             | ?                  | ?         |
| 1979-80 | ?             | ?                  | ?         |
| 1980-81 | ?             | ?                  | ?         |
| 1981-82 | ?             | ?                  | ?         |
| 1982-83 | ?             | ?                  | ?         |
| 1983-84 | ?             | ?                  | ?         |
| 1984-85 | ?e T.R        | ?                  | ?         |
| 1985-86 | ?e T.R        | ?                  | ?         |
| 1986-87 | ?e T.R        | ?                  | ?         |
| 1987-88 | 4e T.R        | E Sour El Ghozlane | 2-1       |
| 1988-89 | ?e T.R        | ?                  | ?         |
| 1989-90 | N.J           | N.J                | N.J       |
| 1990-91 | ?e T.R        | ?                  | ?         |
| 1991-92 | ?e T.R        | ?                  | ?         |
| 1992-93 | N.J           | N.J                | N.J       |
| 1993-94 | ?e T.R        | ?                  | ?         |
| 1994-95 | 1/16 finale   | CC Sig             | 2-0       |
| 1995-96 | ?e T.R        | ?                  | ?         |
| 1996-97 | ?e T.R        | ?                  | ?         |
| 1997-98 | ?e T.R        | ?                  | ?         |
| 1998-99 | ?e T.R        | ?                  | ?         |
| 1999-00 | ?e T.R        | ?                  | ?         |
| 2000-01 | ?e T.R        | ?                  | ?         |
| 2001-02 | ?e T.R        | ?                  | ?         |
| 2002-03 | ?e T.R        | ?                  | ?         |
| 2003-04 | ?e T.R        | ?                  | ?         |
| 2004-05 | ?e T.R        | ?                  | ?         |
| 2005-06 | ?e T.R        | ?                  | ?         |
| 2006-07 | ?e T.R        | ?                  | ?         |
| 2007-08 | ?e T.R        | ?                  | ?         |
| 2008-09 | ?e T.R        | ?                  | ?         |
| 2009-10 | ?e T.R        | ?                  | ?         |
| 2010-11 | 1/32 finale   | IRB Robbah         | 4-0       |
| 2011-12 | 1/4 finale    | ES Sétif           | 3-1       |
| 2012-13 | 1/64 finale   | IB Mouzaia         | 0-0 t.a.b |
| 2013-14 | ?e T.R        | ?                  | ?         |
| 2014-15 | ?e T.R        | ?                  | ?         |
| 2015-16 | Avant dernier | RA Ain Defla       | 2-1       |
| 2016-17 | Avant dernier | ASO Chlef          | 3-0       |
| 2017-18 | 1/64 finale   | ESM Koléa          | 2-0       |
| 2018-19 | 1/16 finale   | MB Rouissat        | 2-0       |
| 2019-20 | 1/64 finale   | CR Zaouia          | 2-1 a.p   |
| 2020-21 | N.J           | N.J                | N.J       |
| 2021-22 | N.J           | N.J                | N.J       |
| 2022-23 | 1/32 finale   | JS Berrouaghia     | 3-2       |
| 2023-24 |               | ...                | -         |
| 2024-25 |               | ...                | -         |